# Kemi lappmark
Kemi lappmark är en historisk så kallad lappmark i nuvarande Finland. Före 1808 var området en del av Sverige, men efter 1808–1809 års krig överfördes det till Ryssland.

## Ett omtvistat område
Kemi lappmark omfattade på 1600-talet norra Finlands inland ned till och med Kuusamo, alltså en bit söder om gränsen för Lapplands län. Norrut sträckte det sig till vattendelaren mellan Enare träsk och Tana älv, där dåvarande Torne lappmark tog vid.
I området fanns nio historiska lappbyar:
- Enare
- Peltojärvi (fram till 1641, därefter ingående i Torne lappmark)
- Kittilä
- Sodankylä
- Sombio (Sompio)
- Kemikylä
- Kuolajärvi
- Kitka (Kitkajärvi)
- Maanselkä.

De två sistnämnda omtalas från och med slutet av 1600-talet vanligen under det gemensamma namnet Kuusamo.
Kittilä, Sodankylä, Sombio, Kemikylä och Kuolajärvi låg inom Kemi älvs vattenområde, Kitka och Maanselkä öster om vattendelaren mot Vita havet och Enare norr om vattendelaren mot Norra ishavet. Samerna i dessa lappbyar levde främst av fiske och vildrensjakt, medan tamrenar spelade en underordnad roll. Till skillnad från hos samerna längre västerut förekom ingen renmjölkning.
Området har sedan gammalt haft stor strategisk betydelse. Över Kemi älvs vattensystem, längs Kemi, Simo och Ijo älvar, gick mycket livligt frekventerade färdvägar mellan Bottniska viken och Vita havet. Förbindelserna var goda med såväl Kolahalvön som Karelen. Under medeltiden hörde området också till den karelsk-novgorodska intressesfären med avseende på handel och skatteuppbörd. Torne älvdal behärskades av birkarlar, medan Kemi älvs vattenleder innehades av karelarna. Det finns uppgifter om att de båda grupperna under 1100-talet kom överens om att den mellanliggande Rajaoja (Råbäcken) vid Kaakamo skulle utgöra gräns mellan deras respektive intresseområden – samma vattendrag som 1374 blev gräns mellan Uppsala och Åbo stift och sedermera mellan Västerbottens län och Österbottens län.
Sedan karelarna försvunnit ut ur bilden hävdade både Sverige, Danmark och Ryssland skatteuppbördsrätt inom Kemi lappmark. De två västligaste byarna skattade enbart till Sverige, övriga till Sverige och Ryssland, och Enare by dessutom till Danmark. Danmark tog upp skatt fram till 1751, Ryssland till 1814.

## Kemi lappmark kartläggs

### Bures karta 1611

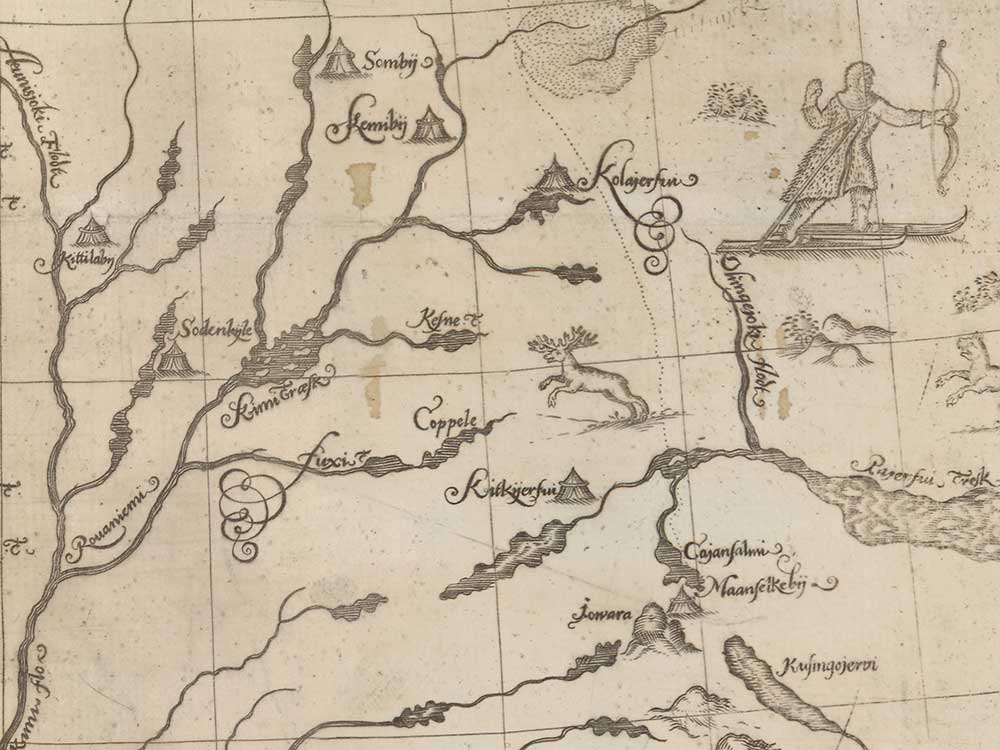
Utsnitt ur Bureus karta över Norden från 1626, som i dessa delar baseras på kartan från 1611. I den västra delen syns den stora sjön Kemi träsk ("Kimi Traesk") samt näset Rovaniemi vid Ounasjokis utflöde i Kemi älv. I kartans högra del ses Oulankajoki som rinner till Paanajärvi i Karelen. Berget Iivaara ("Iowara") SO om nuvarande Kuusamo finns också med. Tältsymbolerna markerar de historiska lappbyarna.

På Anders Bures karta över Nordkalotten från 1611, som antagligen baseras på uppgifter från 1600-talets första år, finns samtliga ovannämnda lappbyar med. Peldojerfi och Kittilaby har markerats vid Ounasjoki, Sodenkyle norr om Rovaniemi, Kemiby, Somby och Kolajerfvi vid var sitt biflöde till Kemi älv ovanför Kemi träsk, Enaraby vid Enare träsk samt längst i söder Kitkijerfvi och Maanselkeby vid Oulankajokis översta tillflöden. Byarna representeras på kartan av tältsymboler, som troligen utvisar byarnas vinterboplatser.

### Tresks karta 1642
Även på Olof Tresks karta över Kemi lappmark från 1642 finns byarna utmärkta. Markeringarna förklaras närmare i den beskrivande text som hör till kartan. Det som handlar om byarna återges här i moderniserad tappning.
- Kittilä by och marknadsplats. Till denna by hör litet fiskevatten, liten vildrenskog och annan vånskog samt litet bäverälvar.
- Peltojärvi Kylä (by). De lappar som tidigare har bott i denna by och här har haft sitt möte om vintern betalar nu sin skatt vid Enontekis marknadsplats i Torne lappmark. Likväl brukar de både skog och fiskevatten här omkring nu som tidigare.
- Enare by ligger på norra sidan om fjällryggen vid Enare träsk, och ska nu flyttas en mil från den plats där den hittills varit, eftersom både ved och renmossa börjar tryta. Till samma by hör mycket gott fiskevatten, god vildrensmark och medelmåttigt goda bäverälvar. Byn skattar till Sverige, Norge och Ryssland. Detta är den största och bästa byn i Sveriges lappmark.
- Sombio Kylä skattar till Sverige och Ryssland. Till byn hör goda bäverälvar, god vildrensskog och så litet fiskevatten att de mestadels köper sin fisk från Enarbyns lappar.
- Sodankylä skattar till Sverige och Ryssland. Byn har gott fiskevatten, medelmåttigt god vildrensskog och de bästa bäverälvar som i alla Sveriges lappmarker är tillika med Sombio Kyläs.
- Kemikylä skattar till Sverige och Ryssland. Dessa lappar har god vildrensskog, litet fiskevatten och ringa bäverälvar.
- Kuolajärvi skattar till Sverige och Ryssland. Till byn hör god vildrensskog, gott fiskevatten och litet bäverälvar.
- Kitkajärvi Kylä skattar till Sverige och Ryssland, och är en liten by, mycket fattiga lappar, vilka mest lever av fiskeri. Byn har gott fiskevatten men liten vildrensskog och inga bäverälvar.
- Maanselkä Kylä skattar till Sverige och Ryssland och är även den en liten fattig by. De lappar som bor här har sitt uppehälle mest av fiskeri. Därtill har de liten vildrensskog och inga bäverälvar.

På kartan följer gränsen mot Norge vattendelaren, vilket innebär att Enare by hamnade på andra sidan. Detta var dock inte en gränsdragning som tillämpades av svenska myndigheter. I den svenska kronans mantalslängd över Kemi lappmark från 1662 återfinns alla de ovannämnda byarna, även Enare by, som dock skattade med 1/3 till ryssen och juten (Danmark). När landshövding Gustaf Douglas 1699 lade upp tings- och skatteuppbördsturen fanns också alla de ovannämnda byarna med. Området kring Enare träsk ingick således under hela 1600-talet i Kemi lappmark och betraktades av Sverige som svenskt territorium.

## Kolonisationen
Under senare hälften av 1500-talet började samerna i Kemi lappmark klaga över intrång från finnar. Det rörde sig då inte om nybyggen utan om jakt- och fiskeexpeditioner som genomfördes av bönder från kustlandet. I fogderäkenskaperna från 1598 sägs att Österbottens finnar "draga in på" samernas fisketräsk och skogar och gör dem mycket förfång. Därefter fortsatte klagomålen. När hertig Karl besökte Torneå 1602 uppvaktades han av samer från Kemi lappmark som redogjorde för sina svårigheter, vilket ledde till att hertigen i juli utfärdade ett försvarsbrev för samerna. Inte desto mindre etablerades den första bestående finska bosättningen i Kemi lappmark vid Kemi träsk omkring 1630.
År 1649 sände samerna från Kemi lappmark två ombud till drottningen för att klaga över att viltet och fisket ständigt minskade genom alla intrång från bönder. Men utvecklingen gick inte i den riktning som samerna önskade. År 1673 utfärdades det första lappmarksplakatet, vilket ledde till att inflyttningen i Kemi lappmark ökade starkt. Vid tingen under 1670- och 1680-talen framförde samerna alltmer högljudda klagomål mot att de finska kolonisternas svedjebruk förstörde jaktmarkerna och att vildrenarna blev skrämda av den boskap som gick på skogsbete. Budskapet nådde fram till kung Karl XI. År 1695 utfärdade han ett förnyat lappmarksplakat, i vilket han redogjorde för de klagomål som han mottagit, i synnerhet från "Kitka och Manselke byars Lappar, som öfver de hos dem nedsatte Finnars myckna svedjande klaga". Kungen stadgade nu att de som ville komma i åtnjutande av lappmarksprivilegierna inte fick "lägga sig allena på öfverflödigt svedjande" utan skulle ägna sig åt att bryta upp permanenta åkrar och ängar.
Det finska inslaget i Kemi lappmark fortsatte likväl att öka, medan den samiska befolkningen minskade. I Maanselkä och Kitka byar fanns 1718 89 hushåll, varav bara tio var samiska. Det var också vanligt att samer gifte sig med finnar och slog sig ned som jordbrukare, varefter de assimilerades och bytte det samiska språket mot det finska. Vid 1800-talets ingång anses det inte längre ha funnits några personer kvar som räknades som samer i Kemi lappmark, med undantag för Enare by. Det var därför Helmer Tegengren titulerade sitt verk "En utdöd lappkultur".
Under 1800-talet tillväxte tamrenskötseln som näringsgren, vilket ledde till att samer på nytt började uppträda i Kemi lappmark. Det rörde sig dels om renherdar i finsk tjänst, dels om samer som inflyttat norrifrån från gamla svenska och norska områden.

## Kyrklig organisation
Parallellt med nybyggarnas kolonisation skedde från och med mitten av 1600-talet en utbyggnad av den kyrkliga närvaron i Kemi lappmark. Kyrkorna ingick i en statlig strategi att stärka svenska intressen i öster – någon definitiv och på båda sidor accepterad gräns mot Ryssland fanns fortfarande inte.
När Olof Tresk karterat Kemi lappmark 1642 hade han föreslagit att kyrkor skulle byggas i Enare och Kemijärvi. Så skedde också, och 1648 försågs de nya kyrkorna med egna präster. Jakob Lapodius kom till Kemijärvi och Esaias Mansueti Fellman till Enare. Efter Lapodius död förflyttades Mansueti till Kemijärvi och försökte sköta båda kyrkorna. År 1673 sammanslogs de båda pastoraten igen till ett enda, Kemi lappmarks pastorat, omfattande alla lappbyar. Pastor blev Gabriel Tuderus som var bosatt i Torneå och endast besökte pastoratet vintertid.
År 1675 uppfördes en kyrka i Kuusamo. Fem år senare tillkom Sodankylä kapellförsamling omfattande Sodankylä, Sombio, Kemikylä och Kittilä lappbyar. Sodankylä blev eget pastorat 1747, varifrån Kittilä avskildes som kapellförsamling 1825 och fick egen präst. Samtidigt som Sodankylä blev pastorat bildades Kuusamo församling av Maanselkä, Kitka och Kuolajärvi. År 1776 avskildes Kuusamo från lappmarken genom att den överfördes från Västerbottens till Uleåborgs län. Samtidigt fördes Kuolajärvi över från Kuusamo till Kemiträsk församling och fick därvid behålla sina lappmarksrättigheter.